# Château du Hâ
Château du Hâ, ook bekend als Fort du Hâ, is een oud fort in de stad Bordeaux.
Na het einde van de Honderdjarige Oorlog en nadat Bordeaux en Bayonne in 1451 op de Engelsen zijn heroverd geeft koning Karel VII van Frankrijk in 1453 opdracht Château du Far en Château Trompette te bouwen. De eerste steen wordt echter pas op 24 januari 1456 gelegd. Château du Far wordt later Château du Hâ genoemd.

## Kazerne
In 1469 krijgt Karel van Valois het hertogdom Aquitanië, waarna hij zich op Kasteel du Hâ vestigt. Vanaf 1470 wordt het garnizoen van Bordeaux er gelegerd. Karel van Valois overlijdt in 1472.
Na de Bartholomeusnacht (1572) vinden veel protestantse vluchtelingen onderdak in het fort. Maarschalk Jacques II de Goyon de Matignon neemt in 1593 het fort in en voorkomt dat Bordeaux in Spaanse handen valt. 
In september 1650 wordt Bordeaux belegerd door La Fronde. Tussen 1654 en 1680 worden de kastelen Du Hâ, Trompette en Sainte-Croix gerestaureerd. Du Hâ wordt ook uitgebreid.

## Gevangenis (1731-1967)
In 1731 wordt er een gevangenis aan toegevoegd. In 1785 geeft Lodewijk XVI van Frankrijk opdracht Kasteel Trompette af te breken en kazernes te bouwen in Fort du Hâ. In 1788 worden de plannen goedgekeurd maar door het uitbreken van de Franse Revolutie gaan zij niet door. De gevangenis raakt vol, er zijn soms meer dan 200 gevangenen, zowel burgers als militairen en zowel mannen als vrouwen.
In 1835 wordt besloten een groot deel van het fort af te breken ten behoeve van de bouw van het Justitiepaleis. De twee torens blijven staan. Op 19 november 1846 wordt de nieuwbouw geopend. Architect van het nieuwe gebouw is Joseph-Adolphe Thiac (1800-1865), zoon van architect Pierre-Jean-Baptiste Thiac (1762-1815), die tijdens de revolutie in het fort gevangen zat. Op de binnenplaats tussen de torens en het Paleis van Justitie zijn tussen 1918 en 1960 diverse executies uitgevoerd.
Tijdens de Tweede Wereldoorlog wordt Du Hâ door de Duitsers als gevangenis gebruikt voor politieke gevangenen en Engelandvaarders die de Pyreneeën aan de Atlantische kant zijn overgetrokken en in Spanje zijn gearresteerd. Joden worden na enkele dagen op transport gezet naar doorgangskamp Drancy. Op de binnenplaats is een Joods herdenkingsmonument.
Op 28 augustus 1942 worden enkele verzetsmensen verraden en op Les Violettes, de boerderij van de familie Guillon, opgepakt. De communistische verzetsman Albert Dupeyron (1910-1942) en zijn echtgenote Elisabeth Dupeyron-Dufour (1914-1943) worden na deze arrestatie gescheiden, Albert (1942) gaat naar Du Hâ en wordt elders gefusilleerd, Elisabeth gaat naar een kleine gevangenis in Cognac en wordt in Auschwitz vergast. In Cenon is een straat naar hem vernoemd.
In 1967 zijn de laatste gevangenen overgebracht naar de gevangenis van Gradignan. Er is een École Nationale de la Magistrature gebouwd, die voor een deel gebruik maakt van de oude torens.

### Bekende gevangenen
- Thérèse Cabarus (1773-1835) wordt in 1794 bevrijd door haar latere echtgenoot Jean-Lambert Tallien;
- Renée Darriet (1911-2010), lid van de Parti socialiste (Frankrijk);
- Antoine Duranthon (1736-1793), advocaat, Minister van Justitie in 1792, geëxecuteerd op 20 december 1793;
- Andrée De Jongh was als Belgische verzetsvrouw betrokken bij de ontsnappingslijn Komeet;
- Georges Mandel (1885-1944), Frans Politicus, op 7 juli 1944 door de Milice van Vichy-Frankrijk geëxecuteerd in de bossen bij Fontainebleau.
- Arthur Joseph Neve VHK (1922), Nederlandse Engelandvaarder, is in november 1942 gearresteerd voordat hij de Pyreneeën overging.[3] In juni 1943 werd hij naar Buchenwald overgeplaatst. Hij overleefde de oorlog;
- Jules Willemse (1923), Nederlandse Engelandvaarder, in de Pyreneeën gearresteerd,[4] na twee weken overgeplaatst naar doorgangskamp in Compiègne en daarna naar Buchenwald. Overleefde de oorlog.

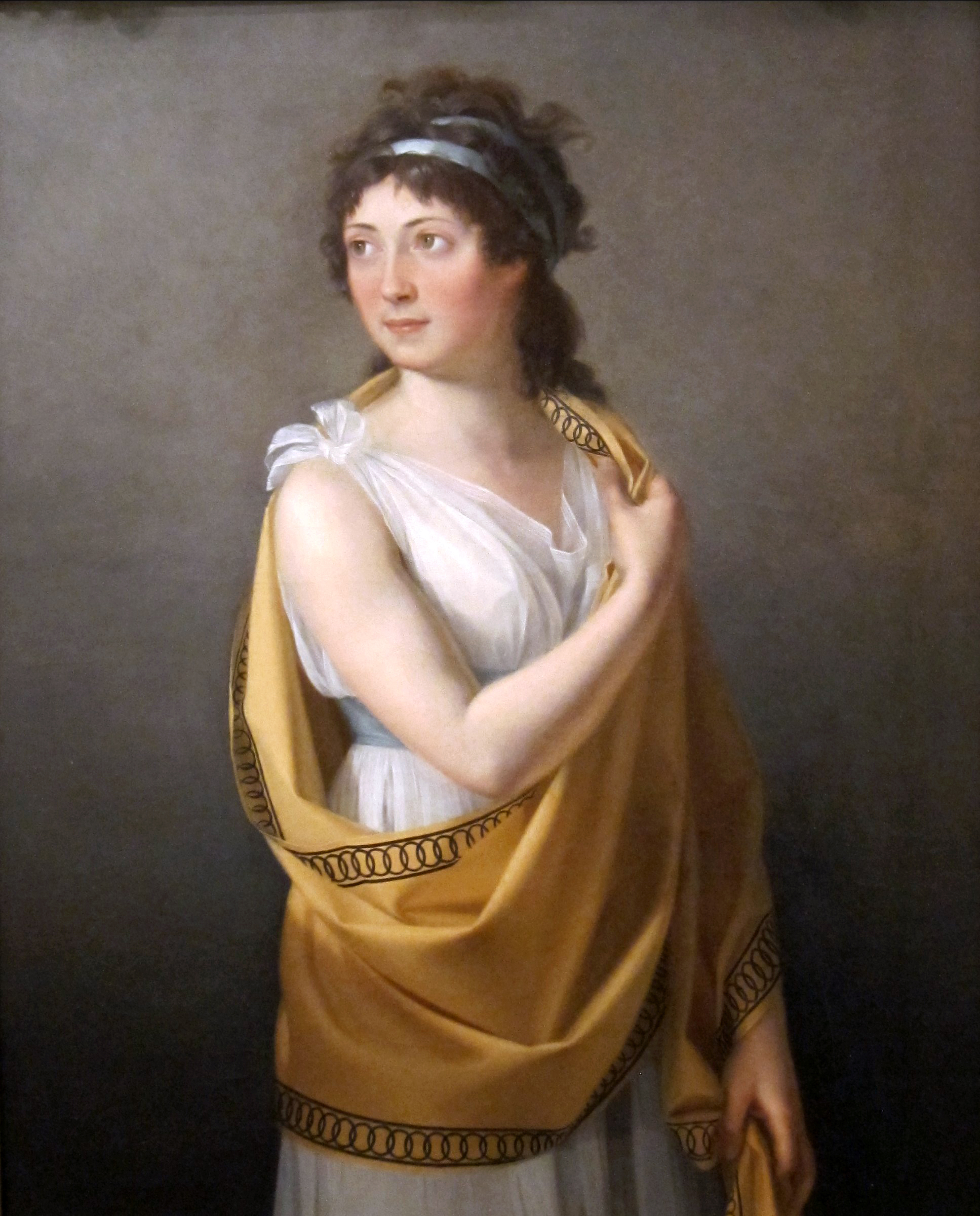
Thérésa Cabarus (1773-1835)
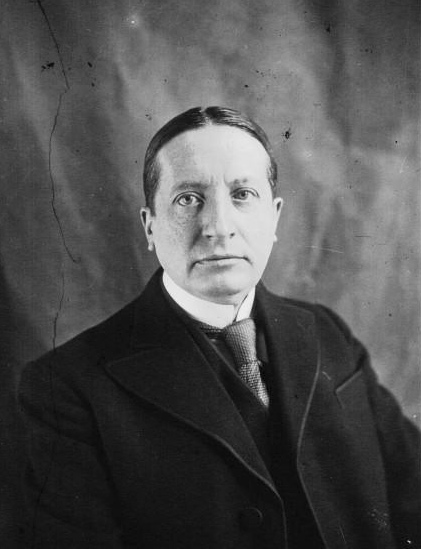
Georges Mandel (1885-1944)
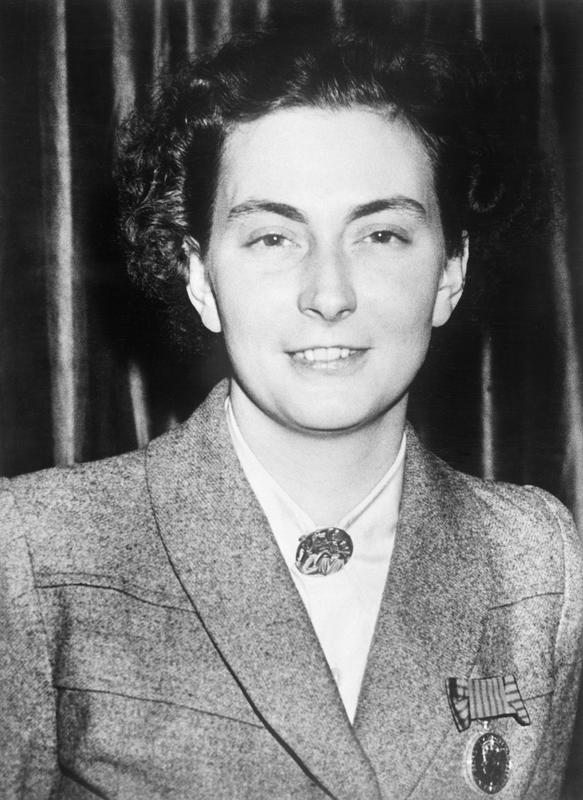
Andrée De Jongh (1916-2007)